# مايو كلينك
مايو كلينك (بالإنجليزية: Mayo Clinic) هي مجموعة طبية وبحثية لا تهدف إلى الربح، مقرها الرئيسي في روتشيستر بولاية مينيسوتا الأمريكية، يتكون المقر الرئيسي من مدرسة مايو الطبية، مدرسة مايو للمتدرجين، كلية مايو للدراسة الطبية لما بعد التدرج وعدة مدارس أخرى للعلوم الطبية. أقسام البحث متواجدة في روتشيستر، مينسوتا، بالإضافة إلى مستشفيات وعيادات في جاكسونفيل، فلوريدا، سكوتسدايل، أريزونا وفينكس، أريزونا. تتعاون عيادة مايو مع عدة عيادات ومستشفيات أخرى في مينسوتا، أيوا، ووسكونسين، في إطار تنظيم يعرف بـ «النظام الصحي لمايو».
بدأ التنظيم عبر عيادة واحدة للمرضى الخارجيين (الزوار)، لتتطور فيما بعد إلى مجموعة متكاملة لممارسة الطب.
يحصل الطبيب العامل في العيادة على أجر ثابت، لا يتعلق بعدد المرضى الذين عاينهم، يعتقد أن هذه الطريقة تساهم في خفض الدافع المادي (المال) لمعاينة أكبر عدد ممكن من المرضى، ولكنها تدفع الطبيب إلى إعطاء المريض الوقت اللازم لمعاينته.
بدل ذلك تحدد الأجور اعتمادا على الأجور المعتمدة في سوق العمل للأطباء الذين يمارسون المهنة في مجموعات أخرى.

## التاريخ

### السنوات الأولى
في عام 1863, حضر الطبيب ويليام وارال مايو (1819–1911) إلى مدينة روتشيستر بولاية مينيسوتا كجزء من العمل بمنصبه كجراح مشرف على مشروع المجلس العسكري أثناء الحرب الأهلية الأمريكية. راقت له المدينة وانضمت له أسرته وزوجته عام 1864. وقد افتتح الطبيب ويليام وارال مايو عيادته بعد الحرب، وخدم في عدة مناصب قيادية في المجتمع. نشأ كلا ولديّ مايو (شارلز هوراكي مايو) و (ويليام جيمس مايو) في مدينة روتشيستر، والتحقا بكلية الطب. تخرج (ويليام) عام 1883 وانضم للعمل بعيادة والده، ولحق به (شارلز) بعد انتهاء مدة تدريبه 1888.
في عام 1883 لحقت أضرار بالغة بمدينة روتشيستر نتيجة التعرض لإعصار، وقد دُمّر ثلث المدينة وقُتل 37 شخصاً على الأقل وجرح أكثر من 200.
بدأ جهود الإغاثة فوراً بإنشاء مشفى مؤقت في وسط المدينة، وهرع الأخوان مايو والعديد من الأطباء المحليين لإنقاذ الجرحى، وقد تم استدعاء القديسة ماري ألفريد مويس (أحد أهم مؤسسي كنيسة سانت فرانسيس) بالإضافة إلى أخوات الكنيسة ذوي الخبرات الطبية البسيطة لمساعدة المرضى.
ويعد زوال هذه المحنة، أقترحت القديسة (ماري ألفريد لويس) على الأخوين مايو إنشاء مستشفى بمدينة روتشيستر وقد وافق الطبيبان كما وافق الأطباء المحليون على العمل بهذه المستشفى. وتم بالفعل افتتاح مشفى القديسة ماري في 30 أغسطس 1889 , وكان الطبيب مايو وهو في السبعين من عمره أحد الأطباء الاستشاريين بالمشفى. وبدأ الأخوين مايو بفحص المرضى وإجراء العمليات الجراحية فور انتهاء دراستهما بكلية الطب.

### فريق الأطباء
في عام 1892 , طلب الطبيب مايو من الطبيب اوغسطس ستينشفيلد -والذي كان يعتبرُ أفضل طبيب في تلك المنطقة في ذلك الوقت- الانضمام للعمل بالمشفى. وبعد موافقة الطبيب ستينشفيلد وتطور المشفى تقاعد الطبيب مايو وهو في عمر 73.تشارك مؤسسو المشفى الأوائل في أرباحه وهم الأخوان مايو، الطبيب ستينشفيلد، الطبيب جراهام، الطبيب هنري بلامر، الطبيب ميليت، الطبيب جود، الطبيب بالفور. بينما حصل الأطباء العاملون غير المؤسسين على أجور ثابتة.توفي الطبيب مايو عام 1911, لكن استمر الأطباء في العمل بمعدلات تصاعدية كمركز متطور على الصعيد الوطني. وفي عام 1991 قام المؤسسون باستثناء الطبيب جراهام بإنشاء رابطة أخصائيي مايو وأصبح المشفى كيانا غير هادف للربح.وقد وضع هؤلاء الأطباء أسس وقواعد العمل بهذه المؤسسة الحديثة. وقد وضع أول نموذج متكامل للممارسة الطبية بواسطة الطبيب بلامر.

### التطور والمشفى الحالي
بتطور العيادات الخاصة التابعة للمشفى زادت الحاجة إلى مساحات أكبر، وفي عام 1914 خطط الشركاء لبناء مبنى مشفى جديد. قامت مجموعة (إليرب) للهندسة المعمارية ببناء (مبنى مايو الأحمر) عام 1914, وتحت رعاية الطبيب هنري بلامر سمح المبنى الجديد بتطبيق مفهوم جديد للممارسة الطبية المتكاملة. كما تم بناء معهد مايو للتعليم والتدريب الطبي، ومبنى بلامر عام 1962, ومبنى عيادة مايو عام 1954, ومبنى جوندا الطبي عام 2002.وقد أدرجت العديد من الأنظمة الطبية عالية التطور والأدوات والمعدات ضمن البناء الجديد.

## وصلات خارجية
- الموقع الرسمي لمايو كلينك
- الموقع الرسمي بالعربية
- كلية مايو كلينك الطبية
- التجارب الطبية في مايو كاينك
- مكتبة مايو كلينك نسخة محفوظة 3 أكتوبر 2008 على موقع واي باك مشين.
- تاريخ مايو كلينك